# Karl Schneider (Politiker, 1873)
Karl Heinrich August Schneider (* 5. November 1873 in Steinfischbach im Rheingau-Taunus-Kreis; † 12. Juli 1946 ebenda) war ein deutscher Landwirt und Mitglied des Provinziallandtages der Provinz Hessen-Nassau.

## Leben
Karl Schneider war ein Sohn des Landwirts Karl Wilhelm Schneider und dessen Ehefrau Wilhelmine Luise Kampfe und übernahm den elterlichen Landwirtschaftsbetrieb. 
In den Jahren von 1880 bis 1919 war er Bürgermeister in Steinfischbach und hatte in dieser Funktion von 1901 bis 1920 ein Mandat für den Nassauischen Kommunallandtag des preußischen Regierungsbezirks Wiesbaden bzw. für den Provinziallandtag der Provinz Hessen-Nassau. 
Von 1901 bis 1904 saß er für den Abgeordneten Wilhelm Schmidt in den Parlamenten. 
Er war Mitglied verschiedener Ausschüsse und gehörte der Deutschen Volkspartei an.
Bis 1927 bildete er als Deputierter im Kreis Usingen gemeinsam mit dem Landrat den Kreisausschuss und führte damit die Geschäfte der laufenden Verwaltung. 